# Cirio H. Santiago
Cirio H. Santiago (Manila, 11 de febrero de 1936 - Macati, 26 de septiembre de 2008) fue un escritor, director y productor de cine filipino. Fue el fundador de Manila’s Premiere Productions.

## Filmografía
- Bloodfist 2050 (2005) (director y productor)
- Operation Balikatan (2003) (productor)
- When Eagles Strike (2003) (productor)
- Vital Parts (2001) (productor) o Harold Robbins' Body Parts (USA)
- Anak ng bulkan (1997) (productor)
- Damong ligaw (1997) (productor ejecutivo)
- Kadre (1997) (productor ejecutivo)
- Vulcan (1997) (productor)
- Robo Warriors (1996) (productor ejecutivo)
- Terminal Virus (1995) (TV) (productor) o Last Chance
- Angel of Destruction (1994) (productor) o Furious Angel
- Caged Heat II: Stripped of Freedom (1994) (productor)
- One Man Army (1994) (productor) o Kick & Fury
- Stranglehold (1994) (productor)
- Ultimatum (1994) (productor)
- Angelfist (1993) (productor)
- Blackbelt II (1993) (productor) o Blackbelt II: Fatal Force
- Firehawk (1993) (V) (productor)
- Kill Zone (1993) (productor)
- Live by the Fist (1993) (productor)
- Blackbelt (1992) (productor) or Black Belt
- Beyond the Call of Duty (1992) (productor)
- Raiders of the Sun (1992) (productor)
- Bloodfist II (1990) (productor)
- Dune Warriors (1990) (productor)
- Terror in Paradise (1990) (productor)
- Bloodfist (1989) (productor)
- Eye of the Eagle 2: Inside the Enemy (1989) (productor) o KIA
- Silk 2 (1989) (productor)
- Spyder (1988) (executive productor)
- Demon of Paradise (1987) (productor)
- Fast Gun (1987) (productor)
- Equalizer 2000 (1986) (productor)
- Eye of the Eagle (1986) (productor)
- Silk (1986) (productor)
- Naked Vengeance (1985) (productor) o Satin Vengeance
- Wheels of Fire (1985) (productor) o Desert Warrior o Pyro or Vindicator
- The Devastator (1985) (productor) o Kings Ransom o The Destroyers
- Maharlika (1985) (productor)
- Final Mission (1984) (productor) o Last Mission
- PX (1984) (productor)
- Stryker (1983) (productor) o Savage Dawn
- A Time for Dying (1983) (productor)
- Firecracker (1981) (productor) o Naked Fist
- Up from the Depths (1979) (productor)
- Modelong tanso (1979) (productor)
- The Muthers (1976) (productor)
- Ebony, Ivory & Jade (1976) o She-Devils in Chains, American Beauty Hostages, Foxfire, o Foxforce
- Hustler Squad (1976) (productor)
- Cover Girl Models (1975) (productor)
- T.N.T. Jackson (1975) (productor)
- Bamboo Gods and Iron Men (1974) (productor) o Black Kung Fu (USA)
- South Seas (1974) (productor) o South Seas Massacre (Australia)
- Savage! (1973/II) (productor) o Black Valor
- Fly Me (1973) (productor)
- The Big Bird Cage (1972) (productor) o Women's Penitentiary II
- The Hot Box (1972) (productor) o Hell Cats (UK)
- Women in Cages (1971) (productor) o Women's Penitentiary III
- The Big Doll House (1971) (productor) o Bamboo Dolls House o Women's Penitentiary o Women's Penitentiary III (USA: cambió de título)
- The Arizona Kid (1971) (productor) o Fratelli di Arizona, I (Italia)
- Kulay Dugo ang Gabi (1966) (productor) o The Blood Drinkers (USA) o The Vampire People (USA)
- Man on the Run (1964) (productor) o The Kidnappers
- Cavalry Command (1963) (productor) o The Day of the Trumpet